# Walther von Seydlitz-Kurzbach
Walther Kurt von Seydlitz-Kurzbach (ur. 22 września 1888 w Hamburgu, zm. 28 kwietnia 1976 w Bremie) – niemiecki generał, uczestnik I i II wojny światowej. Pochodził z arystokratycznej, pruskiej rodziny Seydlitzów. Odznaczony jednym z najwyższych orderów III Rzeszy Krzyżem Rycerskim Krzyża Żelaznego z Liśćmi Dębu.

## Kariera
We wrześniu 1908 wstępuje jako kanonier do artylerii. w 1910 roku awansuje na Leutnanta. Podczas I wojny światowej służył zarówno na froncie zachodnim, jak i wschodnim. W czasach Republiki Weimarskiej był oficerem zawodowym Reichswehry; w latach 1940–1941 dowodził 12 Dywizją Piechoty Wehrmachtu. Gdy wojska niemieckie znalazły się w kotle diemiańskim, zadaniem Seydlitza było przełamanie sowieckiego kordonu i umożliwienie wyrwania się z okrążenia; dla przeprowadzenia tej operacji został awansowany do stopnia generała artylerii (General der Artillerie) i mianowany dowódcą LI Korpusu.
Korpus wchodził w skład 6 Armii podczas bitwy stalingradzkiej. Kiedy w wyniku ofensywy Armii Czerwonej w sile ponad miliona żołnierzy, 13 500 dział i 894 czołgów (Operacja Uran) wojska niemieckie znalazły się w potrzasku, Seydlitz był jednym z tych generałów, którzy najgłośniej opowiadali się za przerwaniem frontu i wycofaniem się, co było sprzeczne z rozkazami Hitlera. Źle przygotowane uderzenie siłami 94 Dywizji Piechoty nie przyniosło spodziewanego efektu, a jedynie ogromne straty, sięgające 40 procent sił żywych.
Po kapitulacji resztek armii w Stalingradzie, Seydlitz został aresztowany przez NKWD i był przesłuchiwany jako podejrzany o dokonywanie zbrodni wojennych, po czym niespodziewanie zwolniony i odesłany do obozu jenieckiego.
Tam stanął na czele antynazistowskiej organizacji „Związek Oficerów Niemieckich” (niem. Bund Deutscher Offiziere) i wszedł w skład ścisłego kierownictwa tzw. Komitetu Narodowego Wolne Niemcy (niem. Nationalkomitee Freies Deutschland). Za swą antyhitlerowską działalność był potępiany przez wielu generałów niemieckich; został nawet zaocznie skazany na śmierć. Wobec członków jego rodziny zastosowano zasadę Sippenhaftu i uwięziono.
Władze sowieckie nigdy nie brały poważnie jego pomysłu o stworzeniu z jeńców niemieckich 40-tysięcznego antynazistowskiego korpusu celem przerzucenia na tyły nieprzyjaciela i w ten sposób obalenia reżimu hitlerowskiego. Był on natomiast szeroko wykorzystywany przez propagandę obu stron: Sowieci powoływali się na Seydlitza w nagraniach i ulotkach mających zachęcać niemieckich żołnierzy do poddawania się, Niemcy natomiast naigrawali się z „wojsk Seydlitza” (niem. Seydlitztruppen).
W roku 1949 Seydlitz, który po wojnie nie wykazywał entuzjazmu do współpracy z władzami sowieckimi, poprosił o zwolnienie z niewoli i zezwolenie na osiedlenie się na terenie sowieckiej strefy okupacyjnej. Odmówiono mu, a nadto ponownie oskarżono o zbrodnie przeciwko sowieckim jeńcom wojennym i ludności cywilnej w czasie wojny. W roku 1950 sowiecki sąd skazał go na 25 lat więzienia, jednak już w 1955 roku został zwolniony i odesłany do Niemiec Zachodnich, gdzie w 1956 unieważniono jego wyrok śmierci.
Seydlitz zmarł 28 kwietnia 1976 roku w Bremie. 23 kwietnia 1996 został pośmiertnie ułaskawiony przez władze rosyjskie.